# Tiếng Rwanda
Tiếng Rwanda hay tiếng Kinyarwanda (Ikinyarwanda, IPA: [iciɲɑɾɡwɑːndɑ], ở Uganda được gọi là Fumbira), là ngôn ngữ chính thức của Rwanda, thuộc nhóm Rwanda-Rundi, được nói bởi hơn 11 triệu người tại Rwanda, đông Cộng hòa Dân chủ Congo và những vùng lân cận thuộc Uganda (tiếng Rundi gần gũi là ngôn ngữ chính thức của nước láng giềng Burundi.)
Đây là một trong bốn ngôn ngữ chính thức của Rwanda (cùng với tiếng Anh, tiếng Pháp, và tiếng Swahili), và là ngôn ngữ của gần như toàn bộ người dân bản xứ. Điều này trái với nhiều nước châu Phi khác, những nơi mà đường biên giới được vẽ ra bởi thực dân, không tương đồng với biên giới dân tộc hay vương quốc thời tiền thuộc địa.

## Ngữ âm

### Phụ âm
|          |           | Môi-răng | Đôi môi | Chân răng | Sau chân răng | Vòm | Ngạc mềm | Thanh hầu |
| -------- | --------- | -------- | ------- | --------- | ------------- | --- | -------- | --------- |
| Mũi      | Mũi       |          | m       | n         |               | ɲ   | ŋ        |           |
| Tắc      | vô thanh  |          | p       | t         |               | c   | k        |           |
| Tắc      | hữu thanh |          | b       | d         |               | ɟ   | g        |           |
| Tắc xát  | vô thanh  |          |         | t͡s        | t͡ʃ            |     |          |           |
| Xát      | vô thanh  | f        |         | s         | ʃ             | ç   |          | h         |
| Xát      | hữu thanh | v        | β       | z         | ʒ             |     |          |           |
| Tiếp cận | Tiếp cận  |          |         |           |               | j   | w        |           |
| R        | R         |          |         | ɾ         |               |     |          |           |

### Nguyên âm
|      | Trước | Sau |
| ---- | ----- | --- |
| Đóng | i     | u   |
| Nửa  | e     | o   |
| Mở   | a     | a   |

Cả năm nguyên âm đều có dạng ngắn và dài.

### Thanh điệu
Tiếng Rwanda là một ngôn ngữ thanh điệu. Như nhiều ngôn ngữ Bantu khác, tiếng Rwanda phân biệt giữa thanh cao và thấp (thanh thấp có thể xem như không có).

## Ngữ pháp

### Danh từ
Tiếng Rwanda có 16 lớp danh từ. Bảng dưới là các lớp từ và cách chúng được cặp theo đôi.
| Tiền tố | Lớp   | Lớp   | Lớp   | Số             | Thường dùng cho                                        | Ví dụ                           |
| Tiền tố | Bantu | Cox   | ???   | Số             | Thường dùng cho                                        | Ví dụ                           |
| ------- | ----- | ----- | ----- | -------------- | ------------------------------------------------------ | ------------------------------- |
| umu-    | 1     | 1     | 1     | số ít          | con người                                              | umuntu – người (cá nhân)        |
| aba-    | 2     | 1     | 1     | số nhiều       | con người                                              | abantu – con người              |
| umu-    | 3     | 2     | 2     | số ít          | cây cối, các thứ dài, rộng                             | umusozi – quả đồi               |
| imi-    | 4     | 2     | 2     | số nhiều       | cây cối, các thứ dài, rộng                             | imisozi – những quả đồi         |
| iri-    | 5     | 5     | 3     | số ít          | chất lỏng, những thứ đi chung với nhau thành chùm, đám | iryinyo – cái răng              |
| ama-    | 6     | 5/8/9 | 3/8/9 | số nhiều       | chất lỏng, những thứ đi chung với nhau thành chùm, đám | amenyo – những cái răng         |
| iki-    | 7     | 4     | 4     | số ít          | những thứ chung chung, to lớn, hay khác thường         | ikintu – thứ                    |
| ibi-    | 8     | 4     | 4     | số nhiều       | những thứ chung chung, to lớn, hay khác thường         | ibintu – những thứ              |
| in-     | 9     | 3     | 5     | số ít          | một số loại cây, động vật và đồ dùng trong gia đình    | inka – con bò                   |
| in-     | 10    | 3/6   | 5/6   | số nhiều       | một số loại cây, động vật và đồ dùng trong gia đình    | inka – những con bò             |
| uru-    | 11    | 6     | 6     | số ít          | pha trộn, phần của cơ thể                              | urugo – cái nhà                 |
| aka-    | 12    | 7     | 7     | số ít          | dạng giảm nhẹ của những danh từ                        | akantu – thứ nhỏ                |
| utu-    | 13    | 7     | 7     | số nhiều       | dạng giảm nhẹ của những danh từ                        | utuntu – những thứ nhỏ          |
| ubu-    | 14    | 8     | 8     | không đếm được | danh từ trừu tượng, tính chất hay trạng thái           | ubuntu – sự rộng lượng          |
| uku-    | 15    | 9     | 9     | không đếm được | hành động và danh động từ                              | ukuntu – cách thức, phương pháp |
| aha-    | 16    | 10    | 10    | không đếm được | nơi chốn, vị trí                                       | ahantu – nơi                    |

### Động từ
Tất cả động từ ở dạng vô định bắt đầu bằng ku- (hay kw- trước nguyên âm, gu- trước phụ âm vô thanh theo luật Dahl). Khi chia động từ, tiền tố vô định (ku-, kw-, gu-) được thay thế bởi tiền tố tương ứng với chủ từ trong câu. Sau đó phụ tố chỉ thì có thể được lồng vào.
|      | số ít | số ít trước nguyên âm | số nhiều | số nhiều trước nguyên âm |
| ---- | ----- | --------------------- | -------- | ------------------------ |
| I    | a-    | y-                    | ba-      | b-                       |
| II   | u-    | w-                    | i-       | y-                       |
| III  | ri-   | ry-                   | a-       | y-                       |
| IV   | ki-   | cy-                   | bi-      | by-                      |
| V    | i-    | y-                    | zi-      | z-                       |
| VI   | ru-   | rw-                   | zi-      | z-                       |
| VII  | ka-   | k-                    | tu-      | tw-                      |
| VIII | bu-   | bw-                   | bu-      | bw-                      |
| IX   | ku-   | kw-                   | a-       | y-                       |
| X    | ha-   | h-                    | ha-      | h-                       |

Các tiền tố tương ứng với chủ từ là như sau:
- 'Tôi' = n-
- 'bạn' = u-
- 'anh ấy/cô ấy' = y-/a- (tức tiền tố lớp I số ít)
- 'chúng tôi' = tu-
- 'các bạn' = mu-
- 'họ' = ba- (tiền tố lớp I số nhiều)

Các phụ tố chỉ thì như sau:
- Hiện tại: - (không phụ tố)
- Hiện tại tiếp diễn: -ra- (chuyển thành -da- khi đứng sau n)
- Tương lai: -za-
- Tiến hành tiếp diễn (tức 'vẫn đang'): -racya-

| Ví dụ              | Ví dụ                       |
| ------------------ | --------------------------- |
| Yego               | Dạ, vâng, đúng              |
| Oya                | Không                       |
| Uvuga icyongereza? | Bạn có nói tiếng Anh không? |
| Bite?              | Chuyện gì vậy?              |
| Mwaramutse         | Chào buổi sáng              |
| Ejo hashize        | Hôm qua                     |
| Ejo hazaza         | Ngày mai                    |
| Nzaza ejo          | Tôi sẽ đến vào ngày mai     |
| Ubu                | Bây giờ                     |
| Ubufaransa         | Pháp                        |
| Ubwongereza        | Anh                         |
| Amerika            | Mỹ                          |
| Ubudage            | Đức                         |
| Ububirigi          | Bỉ                          |